# Sospita bahadur
Sospita bahadur är en fjärilsart som beskrevs av Hans Fruhstorfer 1914. Sospita bahadur ingår i släktet Sospita och familjen juvelvingar. Inga underarter finns listade i Catalogue of Life.